# 兵庫県立兵庫津ミュージアム

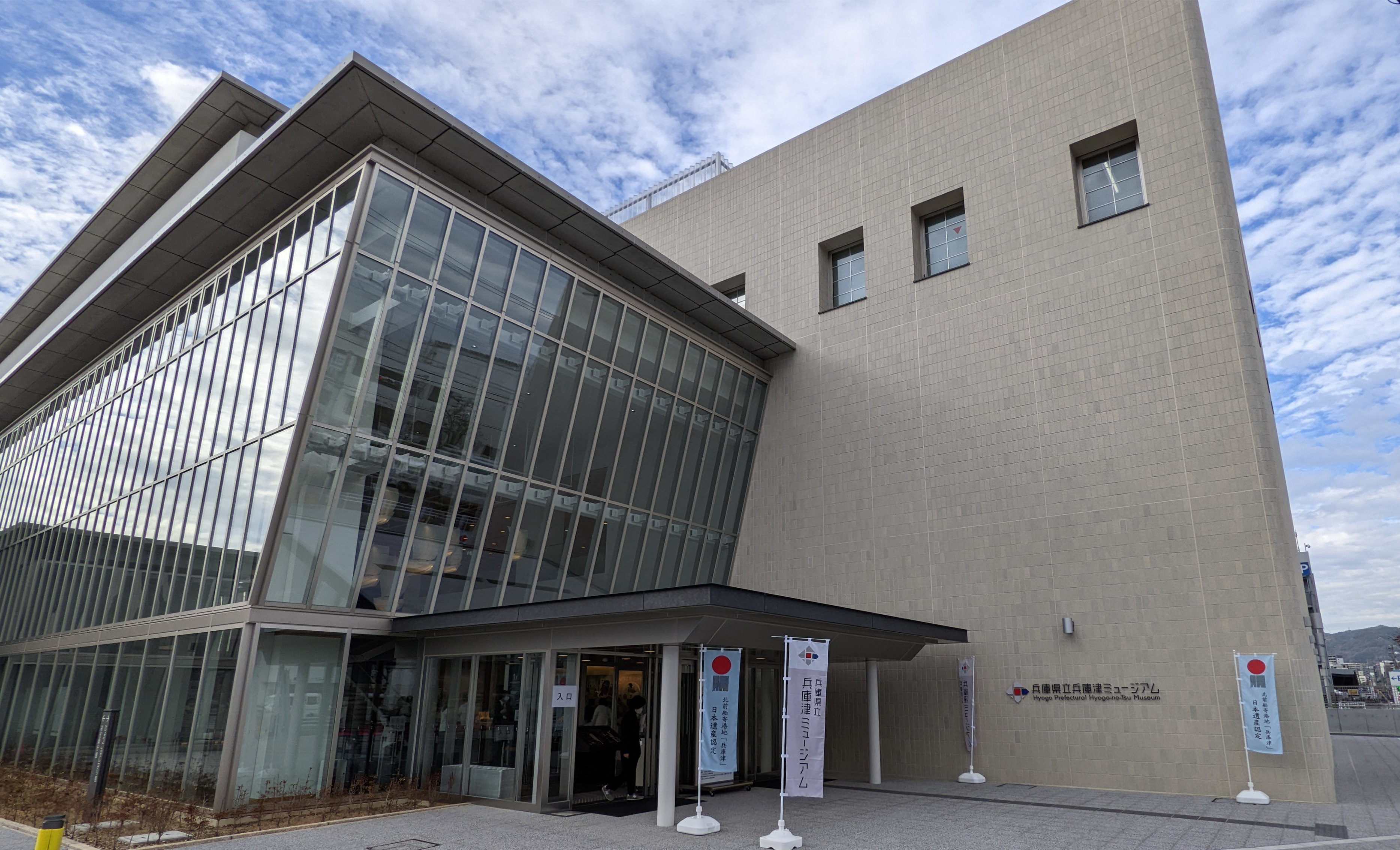
ひょうごはじまり館

兵庫県立兵庫津ミュージアム（ひょうごけんりつひょうごのつミュージアム）は、兵庫県神戸市兵庫区にある歴史博物館。
明治維新期に設置された最初の兵庫県庁を復元した「初代県庁館」と、博物館施設である「ひょうごはじまり館」から構成される。

## 概要
兵庫津は、古くから天然の良港として知られ平清盛が修築した大輪田泊に淵源をもち、江戸時代には兵庫陣屋が置かれた。幕末の通商条約においては開港場に指定された（実際に開港したのは少し東の神戸港）。明治維新後、兵庫陣屋の建物は初代兵庫県庁として使用された。初代県令として伊藤俊輔（後の内閣総理大臣・伊藤博文）が赴任した。
このような歴史を持つ兵庫の地に、人々が兵庫県の歴史に親しむための博物館として「兵庫津ミュージアム」が構想されることとなった。2021年（令和3年）11月3日に「初代県庁館」が先行オープン、翌2022年（令和4年）11月24日に「ひょうごはじまり館」のオープンにより全館グランドオープンする運びとなった。
初代県庁跡地はイオンモール神戸南と新川運河になっているため、復元された建物は本来の位置より南東にずれている。

## 施設
出典：

### 初代県庁館
延床：約498m2（平屋建）
- 県庁舎
- 取次役所
- 旧同心屋敷
- 旧船見番小屋
- 長屋門 など

### ひょうごはじまり館
延床：約4,060m2（地上4階建）
- 展示室（常設、企画）
- 情報プラザ
- 研修室
- インフォメーションススペース
- 事務室 など

## 沿革
- 1991年（平成3年） - 地元自治会から市や県に対し新川運河周辺の再開発に関して支援が要望される
- 1998年（平成10年） - 兵庫の歴史資料館（仮称）基本構想検討委員会において検討が行われる
- 2004年（平成16年） - 2005年（平成17年） - 県庁発祥地記念事業研究会が設置される
- 2006年（平成18年） - 2007年（平成19年） - 初代県庁舎整備検討委員会が設置される
- 2017年（平成29年） - 県庁発祥の地記念事業検討委員会が設置される
- 同年5月 - 県市連絡会議、県市調整会議において、県と市で協調して事業を進めていく旨合意される
- 2019年（平成31年）3月 - 「県立兵庫津ミュージアム（仮称）基本計画」が策定される
- 2020年（令和2年）4月 - 兵庫県企画県民部地域創生局に兵庫津ミュージアム整備室が設置される
- 同年6月 - 「初代県庁館」建築工事着手
- 2021年（令和3年）3月 - 「ひょうごはじまり館」建築工事着手
- 同年6月 - 「ひょうごはじまり館」展示工事着手
- 同年8月 - 「初代県庁館」竣工
- 同年11月3日 -  「初代県庁館」オープン[4]
- 2022年（令和4年）11月24日 - 「ひょうごはじまり館」オープンによりグランドオープン[5]

出典：

## 交通
- 兵庫駅（JR西日本神戸線）から徒歩約20分
- 中央市場前駅（神戸市営地下鉄海岸線）から徒歩5分以内